# Унгутский сельсовет
Унгутский сельсовет - сельское поселение в Манском районе Красноярского края.
Административный центр - посёлок Большой Унгут.

## Население
| 2010 | 2012 | 2013 | 2014 | 2015 | 2016 | 2017 |
| ---- | ---- | ---- | ---- | ---- | ---- | ---- |
| 752  | ↘735 | ↘731 | ↗735 | ↘720 | ↘715 | ↘694 |

## Состав сельского поселения
В состав сельского поселения входят 4 населённых пункта:
| № | Населённый пункт | Тип населённого пункта          | Население |
| - | ---------------- | ------------------------------- | --------- |
| 1 | Большой Унгут    | посёлок, административный центр | 463       |
| 2 | Жержул           | посёлок                         | 203       |
| 3 | Малый Унгут      | посёлок                         | 82        |
| 4 | Новоалексеевка   | деревня                         | 4         |

## Местное самоуправление
Унгутский сельский Совет депутатов
Дата избрания: 18.09.2018. Срок полномочий: 5 лет. Количество депутатов:  7
Глава муниципального образования
- Васильев Владимир Владимирович. Дата избрания: 09.11.2018. Срок полномочий: 5 лет (решение Унгутского сельского Совета депутатов 4/8 от 09.11.2018 г.)[9]